# Йоахим II фон дер Шуленбург
Йоахим II фон дер Шуленбург „Богатия“ (на немски: Joachim II. der Reiche von der Schulenburg; * 19 септември 1522 в Пенкун, Мекленбург-Предна Померания; † 19 септември 1594 в Пенкун) е благородник от „Черната линия“ на род фон дер Шуленбург.
Той е син на Рихард II фон дер Шуленбург († 1536) и съпругата му Анна фон Алвенслебен († 1543/1558), внучка на Гебхард XVI фон Алвенслебен († 1494), дъщеря на Йохан X фон Алвенслебен (1485 – 1522) и на фон Шьонфелд. Внук е на Вернер XI фон дер Шуленбург († 1515/1519) и Елизабет Ганз фон Путлиц († 1515). Правнук е на Вернер VIII фон дер Шуленбург († 1445/1448) и Барбара фон Есторф.
Баща му Рихард II с брат си Якоб I († 1541) купува за 16 000 гулден „господството Либерозе“. Фамилията притежава „господството Либерозе“ от 1519 до 1943 г. Йоахим II наследява след смъртта на баща си Рихард II през 1536 г. господството Либерозе.
Йоахим II е наричан „Богатия“ и е един от най-богатите в Долна Лужица. През 1560 г. той наследява от братовчед си Георг V (1513 – 1560), син на Якоб I фон дер Шуленбург († 1541) господствата Любенау и Ной Цаухе също селото Зигадел. През 1565 г. и 1578 г. той получава и други територии и в Мекленбург-Предна Померания. Йоахим II престроява двореца в Либерозе в Бранденбург. Градската църква получава чрез него „хор в ренесансов стил“, извършен от италианския архитект Тадео Паглионе.
Йоахим II умира 1594 г. Неговият епитаф се намира първо в градската църква (сега руина) и след това в евангелската църква в Либерозе.
Голямата собственост наследява син му Рихард III. През 1665 г. собственостите отиват на Ахац II фон дер Шуленбург от Бетцендорф в Алтмарк.

## Фамилия
Йоахим II фон дер Шуленбург се жени за София фон Велтхайм († 15 май 1558, Халберщат), внучка на Хайнрих фон Велтхайм-Хорнебург († сл. 1490), дъщеря на Матиас фон Велтхайм († 1549) и Илза фон Бек. Те имат децата:
- Анна фон дер Шуленбург (* 1545; † пр. 13 май 1575), омъжена 1571 г. за Курт фон Арним (* 1540; † 10 ноември 1586, Кьолн, Шпрее)
- Рихард III фон дер Шуленбург (1547 – 1600), женен за Бригита фон Шьонберг († 1604); дядо на:
  - Хайнрих Йоахим фон дер Шуленбург (1610 – 1665)
- Елизабет фон дер Шуленбург (* пр. 1549)
- Матиас фон дер Шуленбург (1551 – 1569, Витенберг)
- Мария фон дер Шуленбург (* пр. 1552)
- София фон дер Шуленбург (* 13 май 1556, Вестербург; † 12 септември 1605, Бойтценбург), омъжена на 24 октомври 1574 г. в Льокниц за Бернд IV фон Арним (* 1542; † 10 юни 1611, Бойтценбург)

Йоахим II фон дер Шуленбург се жени втори път 1563 г. за Елизабет фон Дагефьорде († 1604, Ватлинген). Бракът е бездетен.